# Tommaso Clary
Tommaso Clary (Napoli, 1798 – Roma, marzo 1878) è stato un militare italiano, generale dell'esercito del Regno delle Due Sicilie.

## Biografia
Tommaso Clary nacque a Napoli nel 1798, figlio di un alto ufficiale dell'esercito borbonico. Come il padre intraprese la carriera militare, ma nel 1844 la abbandonò per il più tranquillo incarico di conservatore delle ipoteche della città di Avellino. Ritornò in servizio nell'esercito delle Due Sicilie nel 1847, divenne comandante di un battaglione nel corpo di spedizione inviato a Messina per reprimere l'insurrezione scoppiata a settembre dello stesso anno; rimase ferito nel corso degli scontri.
Nel 1860, col grado di generale di brigata, ottenne il comando del presidio di Catania con circa 900 uomini alle sue dipendenze, quattro squadroni di cavalleria e dodici obici, e fronteggiò il 31 maggio una rivolta capeggiata da Giuseppe Poulet e da altri liberali che avevano scatenato contro l'esercito regolare la rabbia dei minatori delle solfatare locali. Riuscì a  tenere a bada i ribelli nel corso dello scontro, ma fu poi  il provvidenziale intervento del colonnello Ruiz  che consentì di incendiare le capanne che i ribelli utilizzavano come riparo nello  scontro, permettendo così il decisivo intervento della cavalleria, la dispersione dei nemici e anche la cattura di tre cannoni.
Malgrado il ruolo marginale da lui avuto nel corso dello scontro, Clary venne promosso al grado di maresciallo di campo da re Francesco II delle Due Sicilie, oltre a ricevere la concessione della commenda dell'Ordine di San Giorgio ed il comando della piazzaforte di Messina. A Messina gli venne ordinato di ritirarsi con gli uomini che gli rimanevano, nonostante  le sue proteste per non voler abbandonare Catania nelle mani dei ribelli dopo essere riuscito faticosamente a respingerli. Giunto ad Acireale, nel viaggio verso la sua meta, impose una tassa di 17.000 ducati per sostenere le spese militari dell'esercito borbonico. Questo provvedimento fu giudicato impopolare e maldestro anche dallo stesso comando militare di Napoli nonché da lord Palmerston, che presentò una relazione sul fatto alla camera dei comuni a Londra.
Raggiunse la sua destinazione di Messina il 7 giugno dello  stesso anno, e si recò poco dopo a Napoli a corte per esporre al sovrano il suo piano per la riconquista di Catania e di Palermo, ottenendo per quell'obiettivo  carta bianca nella gestione dei militari dell'area e di tutte le truppe nella Sicilia orientale (dislocate nei forti di Siracusa, Augusta e Milazzo). Realizzare quanto proposto però rappresentava una sfida molto difficile per  Clary, che alla fine ricevette un richiamo ufficiale da parte del re per passare all'azione: al proprio comando aveva radunato circa 30.000 uomini, 600 cavalli e 40 cannoni, e riteneva di non avere ancora uomini sufficienti per affrontare l'avanzata di Giacomo Medici e dei garibaldini. La sua strategia fu quindi, come già fatto in precedenza, spostare un contingente di 3000 uomini a Milazzo agli ordini del colonnello Del Bosco e attendere le mosse del nemico,  che non riuscì ad avanzare di fronte a questa resistenza.
Queste vittorie avrebbero potuto rappresentare un momento di ripresa per le truppe borboniche, ma Clary preferì non esagerare e cessò di inviare aiuti e sostegno a Del Bosco. Le sue azioni risultarono molto indecise e questo compromise anche molte delle azioni vittoriose compiute dai suoi subalterni. Il 25 giugno, i garibaldini riuscirono ad entrare trionfalmente a Messina senza incontrare  resistenza dato che tutte le truppe disponibili nell'area si erano rifugiate nella cittadella. Clary allora si offrì di incontrare Giacomo Medici per stipulare con lui un accordo: la città di Messina sarebbe passata ai garibaldini, ma la fortezza sarebbe rimasta nelle mani dei borbonici. Nonostante ciò non ci fu la cessazione delle ostilità da parte di Garibaldi. Il 9 agosto ebbe  l'ordine di lasciare la Sicilia e fu richiamato a Napoli, dove poi re Francesco II si rifiutò addirittura di riceverlo. Clary, umiliato, continuò a combattere i garibaldini sulla penisola ed il 7 settembre si spostò nuovamente a Gaeta dove però, per ordine del re, venne dapprima posto agli arresti domiciliari e poi esiliato.
Fu a quel punto che Clary maturò l'idea di lasciare il regno e si recò a Roma dove, in breve tempo, giunse anche Francesco II. Clary riprese frequenti contatti con Francesco di Borbone-Due Sicilie, conte di Trapani, cugino del re, anche se Francesco II si rifiutò di concedergli una pensione. Il Clary continuò comunque ad agire al fianco del principe Fulco Ruffo di Scilla, col quale si dedicò ad opere di brigantaggio politico, sostenendo in particolare il tentativo dello spagnolo José Borjes, col quale si incontrò a Marsiglia il 5 luglio 1861, dandogli istruzioni per uno sbarco sulle coste napoletane e la realizzazione di una campagna in unione coi briganti calabresi e lucani. Dopo il fallimento di quest'impresa, Clary prese contatti con un certo marchese Dubuisson con l'aiuto del quale sperava di organizzare e portare in Calabria sei battaglioni francesi guidati da Henri de Cathelineau, noto legittimista francese dell'epoca, il quale sarebbe stato impegnato per il medesimo scopo a Roma. Anche quest'impresa fallì.
Su pressioni del neonato governo italiano, nel 1863 venne relegato a Civitavecchia e ancora nel 1868 il suo nome figurava tra coloro che avevano sovvenzionato un comitato filoborbonico a Palermo, scoperto dalle autorità sabaude.
Rimase poi a Roma, dove morì nel marzo del 1878.